# Bhakunde
Bhakunde (en népalais : भकुण्डे) est un comité de développement villageois du Népal situé dans le district de Baglung. Au recensement de 2011, il comptait 3 483 habitants.